# Huta Holbung
Huta Holbung is een bestuurslaag in het regentschap Tapanuli Selatan van de provincie Noord-Sumatra, Indonesië. Huta Holbung telt 1007 inwoners (volkstelling 2010).